# Demolition 23
Demolition 23 var ett punk/sleaze band med medlemmar från USA och Finland i mitten av 1990-talet.

## Biografi
Demolition 23 bildades efter ex-Hanoi Rocks-sångaren Michael Monroes misslyckade projekt Jerusalem Slim (med Steve Stevens). Monroe ville återvända till sina punkrötter och samlade ihop ett gäng musiker i New York. I originaluppsättningen spelade Sam Yaffa bas (Hanoi Rocks, Jetboy, Blackhearts, New York Dolls), Jay Hening gitarr (Star Star) och Jimmy Clark trummor (Messano, The Godz). Bandet gjorde sig ett stort namn på New Yorks klubbar och spelade med många celebra gästartister.
En skiva med samma namn som bandet spelades in 1994, med några egna låtar och covers av punkband som Johnny Thunders, Dead Boys och UK Subs. Skivan var dedicerad till ex-Dead Boys-medlemmen Stiv Bators, som dött strax innan.
Bandet fick en paus i turnerandet då Hening skades i en bilolycka. När han äntligen var på benen igen visade det sig att han inte beviljades inträde i Storbritannien, där bandet skulle turnera. Michael Monroes gamla bandkamrat Nasty Suicide fick hoppa in som ersättare. Med Monroe, Yaffa och Nasty ombord, var uppsättningen den närmaste en Hanoi Rocks-reunion efter bandets splittring 1985. Till allas förvåning, också resten av bandets, meddelade Nasty under en turné i Finland att han nu var en ordinarie medlem i gruppen. Så bandet gav sig ut på en Japan- & Europaturné. Men plötsligt fick Nasty för sig att hoppa av, vilket blev för mycket trilskas för Monroe, som upplöste gruppen mitt under turnén 1995.
Monroe drog sig nu ur strålkastarsljuset, för att flytta till en stuga på finska landsbygden och koncentrera sig på en soloskiva. Yaffa flyttade tillbaks till New York, där han bildade Mad Juana med sin fru och spelade som sessionsbasist för många olika band, innan han blev kortvarig medlem av Joan Jett & The Blackhearts. Nasty inledde sina gymnasiestudier i Helsingfors och vidareutbildade sig sedan till provisor (apotekare) vid Helsingfors universitet. Jimmy Clark fortsatte sin karriär som sessionstrummis. Jay Hening tog sitt liv 1997.

## Medlemmar
1994
- Michael Monroe – sång
- Jay Hening – gitarr
- Sam Yaffa – bas
- Jimmy Clark – trummor

1995
- Michael Monroe – sång
- Nasty Suicide – gitarr
- Sam Yaffa – bas
- Jimmy Clark – trummor

## Diskografi
- Demolition 23 (1994)